# (29307) Torbernbergman
(29307) Torbernbergman  es un asteroide perteneciente al cinturón de asteroides, descubierto el 9 de octubre de 1993 por Eric Walter Elst desde el Observatorio de La Silla, en Chile.

## Designación y nombre
Torbernbergman se designó inicialmente como 1993 TB39.
Más adelante fue nombrado en honor al químico sueco Torbern Olof Bergman (1735-1784).

## Características orbitales
Torbernbergman orbita a una distancia media del Sol de 2,6014 ua, pudiendo acercarse hasta 2,2761 ua y alejarse hasta 2,9267 ua. Tiene una excentricidad de 0,1250 y una inclinación orbital de 6,2880° grados. Emplea en completar una órbita alrededor del Sol 1532 días.

## Características físicas
Su magnitud absoluta es 13,8.